# NGC 1552
NGC 1552 je galaksija u zviježđu Eridanu.

## Vanjske poveznice
- SEDS: NGC 1552